# Кривенко Олександр Васильович
Олекса́ндр Васи́льович Криве́нко (нар. 20 квітня 1958, Глинськ, СРСР) — український військовик, генерал-лейтенант, перший заступник командувача Національної гвардії України, екс-виконувач обов'язків командувача Нацгвардії (2014–2015).

## Освіта
У 1979 році закінчив Омське вище загальновійськове командне училище із золотою медаллю.
У 1999 році закінчив Національну академію внутрішніх справ України з відзнакою.
Є автором багатьох публікацій та навчальних посібників.

## Кар'єра
Проходив службу у Збройних силах СРСР, Національній гвардії України.
З 1998 року проходить службу у внутрішніх військах.
Пройшов шлях від командира взводу до заступника командувача внутрішніх військ МВС України.
У червні 2012 року призначений заступником начальника Головного управління — командувача внутрішніх військ — начальником штабу.
18 квітня 2014 року Указом Президента України, призначено першим заступником командувача Національної гвардії України.
23 серпня 2014 року присвоєно військове звання генерал-лейтенанта.
10 листопада 2018 року Указом Президента України звільнений з посади першого заступника командувача НГУ.

## Нагороди
Відзначений державними нагородами: орденом Богдана Хмельницького ІІІ ступеня, медаллю «За бойові заслуги», а також 21-ю відомчою медаллю.